# Gurjinder Basran
Gurjinder Basran (* 1972 in United Kingdom of Great Britain and Northern Ireland) ist eine kanadische Schriftstellerin, deren Eltern aus dem indischen Pundschab stammende Sikhs sind, und die für ihren Erstlingsroman mit autobiographischen Elementen, Everything Was Good-Bye (Mother Tongue Publishing, 2010) 2011 den zu den BC Book Prizes gehörenden Ethel Wilson Fiction Prize gewinnen konnte.

## Leben
Gurjinder Basran wurde 1972 in England als Tochter einer aus dem  Punjab stammenden Sikh-Familie geboren. Wenig später siedelte die Familie nach Kanada über. Ihr Vater verstarb, als sie noch im Kleinkindalter war. Daraufhin zog die Mutter, die weder Englisch sprechen noch schreiben konnte, ihre fünf Schwestern und sie alleine auf. Vor Ende der 70er Jahre siedelte die Familie zu Verwandten nach Delta, British Columbia, Kanada über, wo Gurjinder als Teil der kleinen indischen Gemeinde aufwuchs und auch heute lebt. Den in den 1970er Jahren noch grassierenden Rassismus gegenüber ethnischen Minderheiten in Kanada erlebte sie zumindest in seinen letzten Ausläufern. Aufgrund der geringen Größe ihrer Gemeinde vollzogen ihre Mitglieder mehr oder minder eine starke Assimilation in der kanadischen Gesellschaft, was besonders bei ihr das Gefühl einer verlorenen Identität erweckte. Dieses Gedanken drückte sie in ihren Tagebüchern aus, die seit früher Jugend führte. Der Literatur immer zugetan, so bezeichnete sie schon früh Wuthering Heights von Emily Brontë als eines ihrer Lieblingsbücher, entschied sie sich zunächst für einen anderen Bildungsweg.
Nach dem erfolgreichen Besuch an der High School schrieb sie sich an der Kwantlen Polytechnic University ein, wo sie einen Abschluss in Modedesign anstrebte. Während sie versuchte ihr Diplom abzuschließen, lernte sie einen Mann aus Südasien kennen und lieben, den sie kurz darauf heiratete. Die ökonomischen Herausforderungen an ein junges Ehepaar ließ sie ihr Studium abbrechen, um mit verschiedenen Anstellungen das finanzielle Auskommen gemeinsam absichern zu können. Nach der Geburt und dem Großziehen zweier Söhne merkte Gurjinder Basran um 2003, dass sie ihre schriftstellerischen Ambitionen wieder aufleben lassen wollte. Doch erst 2006 schrieb sie sich am zweijährigen Programm für Kreatives Schreiben an der Simon Fraser University ein. 2009 besuchte sie das Banff Center for Arts, um ihren Traum von der Schriftstellerei Wirklichkeit werden zu lassen, während sie tagsüber arbeitete und abends die Kurse besuchte. Dank der Hilfe ihre gesamten Familie konnte sie die Doppelbelastung bewältigen. Im Oktober 2010 erklärte sich der kleine Verlag Mother Tongue Publishing  bereit, ihren ersten Roman, Everything Was Good-bye, zu veröffentlichen.
Der Roman ist ein fiktionales Porträt seiner Heldin Meena, einer jungen, südindischen Frau, die mit den Problemen eines traditionellen indischen Haushalts zu kämpfen hat, während sie in British Columbia aufwächst. Da das Werk aus der Ich-Perspektive geschrieben ist, erleichtert es die Identifikation mit seiner Protagonistin, die zwischen dem Liberalismus in Kanada und dem indischen Konservatismus hin- und hergerissen ist. Diese beiden verschiedenen Wertesysteme kommen ins Spiel, während Meena versucht, einerseits die Erwartungen ihrer Familie zu erfüllen, und andererseits ihren eigenen Weg zum Glück zu finden. Dabei rührte die Autorin an die zu erwartenden Tabubrüche: arrangierte Hochzeiten gegenüber Liebesheiraten, die Ethnien übergreifende Heirat, das Erreichen eines akademischen Abschlusses für Frauen und das Streben nach Wohlstand.
Das Buch wurde von der kanadischen Literaturkritik und Presse positiv als Ausdruck der dortigen Migrationsliteratur aufgenommen: „The tale is significant for immigrants & first generation children who are breaking free from their parents’ traditional ways.“ Journalisten ihres Kulturkreises verglichen sie mit anderen südindischen Autorinnen, wie zum Beispiel Jhumpa Lahiri, Anita Rau Badami oder Monica Ali.
Everything Was Good-Bye vermochte daraufhin 2011 den zu den BC Book Prizes gehörenden Ethel Wilson Fiction Prize gewinnen. 2011 erwarb Penguin Books Canada die Paperbackverwertungsrechte für das Werk. Filmschaffende traten aufgrund des Sujets an Gurjinder Basran heran, um die Filmrechte zu erwerben, aber bisher war die Schriftstellerin unsicher, ob sie eine Adaption erlauben soll, da sie Eingriffe in den Kern der Geschichte befürchtet. Für den Readers’ Choice contest des Scotiabank Giller Prize, der im August 2011 entschieden wurde, wurde das Werk im Übrigen ebenfalls nominiert.
Zurzeit arbeitet sie als Writer-in-Residence an ihrer alten Universität, der Kwantlen Polytechnic University, wo sie ihrerseits Kurse für Kreatives Schreiben leitet.
Die Schriftstellerei bedeutet ihren eigenen Worten zufolge ihre Selbstverwirklichung oder mit einem Zitat Betsy Warlands: „The page is my homeland.“ – „Die Seite ist meine Heimat.“ Als ihre eigene hervorstechende Eigenschaft bezeichnet Basran ihre Hartnäckigkeit, ohne die sie ihren Weg in Kanada als die erste Schriftstellerin aus dem Kreise der Sikhs kaum gegangen wäre. Ihre eigene Familie und ihre Freunde bedeuten ihr alles und sie hätte weiterhin eine große Vorliebe für Mode.

## Werk
- Everything Was Good-Bye. Mother Tongue Publ., Salt Spring Island BC 2010 ISBN 978-1-896949-07-9;[12] wieder: Penguin Books Canada, Vancouver 2011

## Auszeichnungen
- 2011: Ethel Wilson Fiction Prize für Everything Was Good-Bye
- 2011: Shortlist – Scotiabank Giller Prize für Everything Was Good-Bye